# Glikozylaza uracyl-DNA

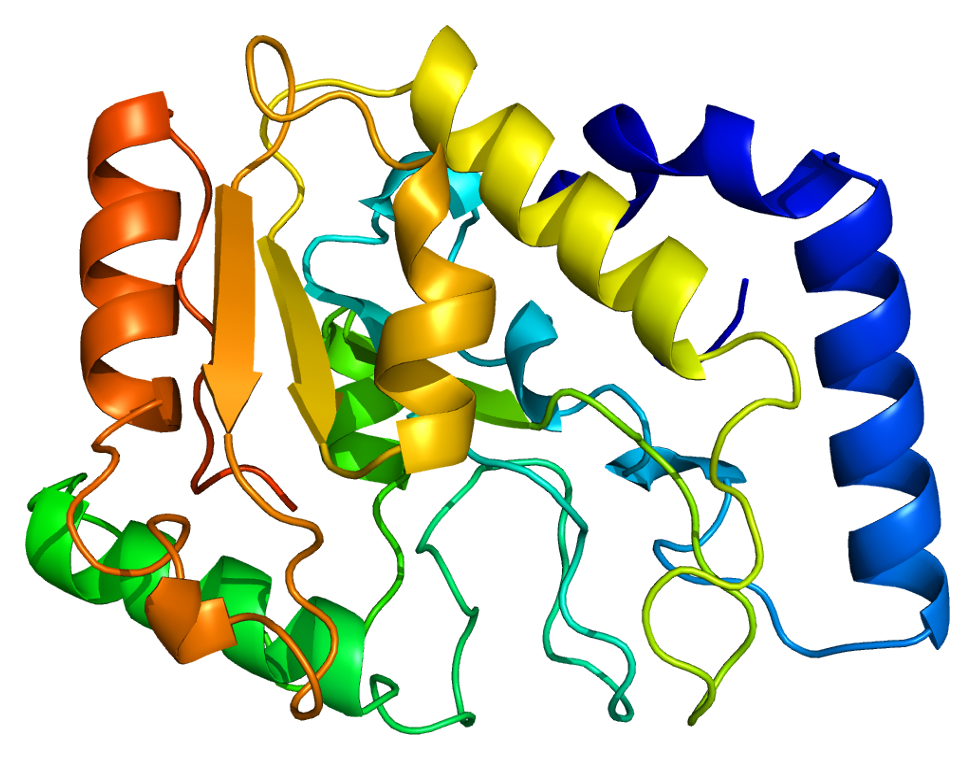
Struktura UDG

Glikozylaza uracyl-DNA (EC 3.2.2.27 i 3.2.2.28; UDG,  z ang. Uracil-DNA glycosylase) – enzym usuwający resztę uracylu z DNA, inicjując w ten sposób naprawę DNA. Glikozylaza uracyl-DNA oznaczona numerem EC 3.2.2.27 może działać zarówno na jedno-, jak i dwuniciowym DNA, natomiast glikozylaza EC 3.2.2.27 jedynie na dwuniciowym DNA. Jest enzymem wytwarzanym przez wszystkie znane organizmy. 
Pierścień cytozyny, jednej z zasad nukleinowych, podatny jest na deaminację:

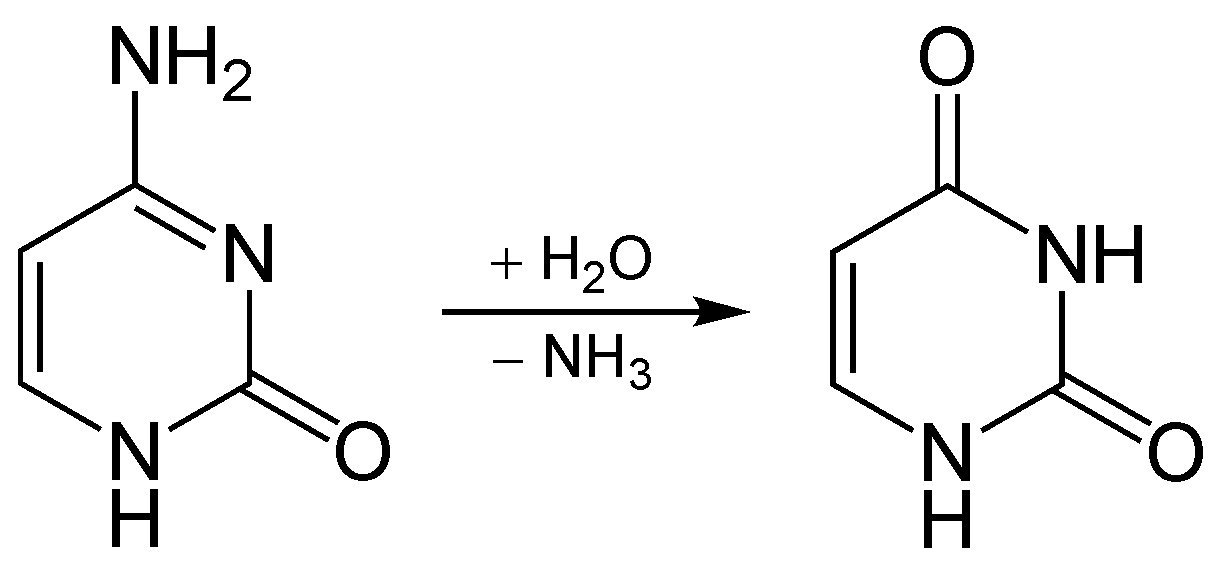
Deaminacja cytozyny do uracylu

W każdej komórce człowieka deaminacja cytozyny do uracylu następuje 100–500 razy na dobę. Powstająca w efekcie tego procesu nieprawidłowa para zasad G:U prowadzi do mutacji punktowej CG → TA podczas replikacji DNA. Reszta uracylu może również zostać wbudowana do DNA podczas replikacji w wyniku nieprawidłowego włączenia dUMP zamiast dCMP naprzeciwko pozycji A. 
UDG należy do najbardziej wydajnych i specyficznych enzymów naprawczych DNA działających przez wycięcie zasady. Do jej kieszeni katalitycznej mieści się wyłącznie reszta uracylu, natomiast nie mieszczą się tam tymina lub cytozyna. Pod wpływem UDG następuje hydroliza wiązania N-gliozydowego i wycięcie nieprawidłowej zasady, w efekcie czego powstaje miejsce apirymidynowe. W wyniku dalszego procesu naprawczego w miejsce apirymidynowe wstawiona zostaje właściwa reszta cytozyny.